# Blanchard (Iowa)
Blanchard es una ciudad situada en el condado de Page, en el estado de Iowa, Estados Unidos. Según el censo de 2000 tenía una población de 61 habitantes.

## Geografía
Según la Oficina del Censo de los Estados Unidos, la localidad tiene un área total de 0,58 km², la totalidad de los cuales corresponden a tierra firme.

## Demografía
Según el censo de 2000, había 61 personas, 28 hogares y 16 familias residiendo en la localidad. La densidad de población era de 104,61 hab./km². Había 31 viviendas con una densidad media de 52,0 viviendas/km². El 100,00% de los habitantes eran blancos. 
Según el censo, de los 28 hogares, en el 25,0% había menores de 18 años, el 42,9% pertenecía a parejas casadas, el 3,6% tenía a una mujer como cabeza de familia, y el 39,3% no eran familias. El 32,1% de los hogares estaba compuesto por un único individuo, y el 25,0% pertenecía a alguien mayor de 65 años viviendo solo. El tamaño promedio de los hogares era de 2,18 personas, y el de las familias de 2,71.
La población estaba distribuida en un 21,3% de habitantes menores de 18 años, un 9,8% entre 18 y 24 años, un 31,1% de 25 a 44, un 13,1% de 45 a 64, y un 24,6% de 65 años o mayores. La media de edad era 32 años. Por cada 100 mujeres había 103,3 hombres. Por cada 100 mujeres de 18 años o más, había 100,0 hombres.
Los ingresos medios por hogar en la localidad eran de 37.917 dólares ($), y los ingresos medios por familia eran 31.250 $. Los hombres tenían unos ingresos medios de 25.000 $ frente a los 21.250 $ para las mujeres. La renta per cápita para la ciudad era de 15.226 $. El 5,7% de la población y el 9,5% de las familias estaban por debajo del umbral de pobreza. El 11,1% de los menores de 18 años vivían por debajo del umbral de pobreza.